# Nová Ves u Strakonic

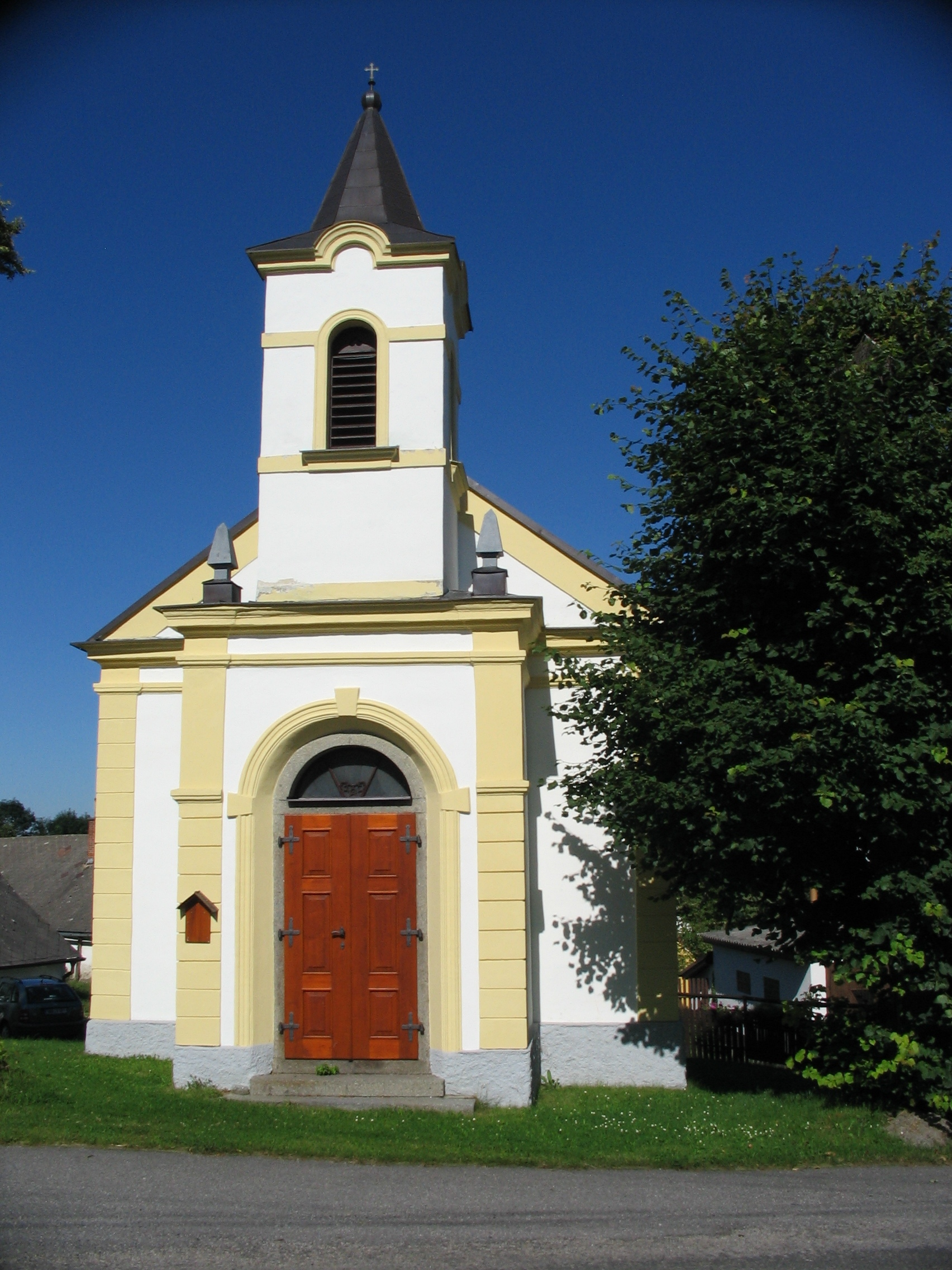
Kapelle in Nová Ves

Nová Ves (deutsch Neudorf) ist eine Gemeinde in Tschechien. Sie liegt 15 Kilometer südwestlich von Strakonice in Südböhmen und gehört zum Okres Strakonice.

## Geographie

### Geographische Lage
Nová Ves liegt rechtsseitig über dem Tal des Baches Novosedelský potok an einem Hang im Vorland des Böhmerwaldes. Nördlich erheben sich der Bloudím (685 m), die Pohorky (605 m) und die Hůrka (626 m), im Süden der Novoveský vrch (765 m), südwestlich die Buková skála (766 m), der Kůstrý (837 m) und der Altán (845 m) (höchste Erhebung im Okres Strakonice) sowie im Nordwesten der Na Pláni (737 m).

### Gemeindegliederung
Die Gemeinde Nová Ves besteht aus den Ortsteilen Lhota pod Kůstrým (Lhota b. Straschitz), Nová Ves (Neudorf) und Víska (Dörfel) sowie den Einschichten Novoveské Samoty und U Záblatských.

### Nachbargemeinden
Nachbarorte sind Prachař, Strašice, Škůdra und Předměstí im Norden, Smítka, Zvotoky und Hodějov im Nordosten, Hoslovice, Podhoslovičký und Střídka im Osten, Pohodnice, Radešov, Hořejšice und Dřešín im Südosten, Novoveské Samoty, Kváskovice und U Záblatských im Süden, Víska im Westen sowie Na Bláních, Soběšice, Panské Mlýny und U Rejšků im Nordwesten.

## Geschichte
Die erste schriftliche Erwähnung des Dorfes erfolgte 1549. Nach der Schlacht am Weißen Berg wurden die Güter des Theobald Schwihowsky von Riesenberg wegen seiner Beteiligung an Ständeaufstand konfisziert und die Herrschaft Schichowitz an Heinrich von Kolowrat-Liebsteinsky verkauft. Nachfolgende Besitzer waren ab 1634 Franz Ulrich von Kolowrat-Liebsteinsky, ab 1675 Wilhelm Albrecht von Kolowrat-Krakowsky und ab 1692 Johann Franz von Kolowrat-Krakowsky. Letzterer verkaufte die Herrschaft 1707 an den Passauer Fürstbischof Johann Philipp Reichsfürst von Lamberg, der noch weitere Güter hinzugewinnen konnte und sie mit Schichowitz vereinte. Im Jahre 1716 erhob er die vereinigten Güter einem Fideikommiss. Ihn beerbte Anton Reichsfürst von Lamberg, danach folgte 1760 dessen Sohn Johann Friedrich Reichsfürst von Lamberg, der 1797 ohne Nachkommen verstarb. Durch das Erlöschen der reichsfürstlichen Linie fielen deren Würde, Güter und Ämter 1804 an Johann Friedrichs Neffen Karl Eugen († 1831) aus der jüngeren Linie der Lamberger, der damit zum Reichsfürsten von Lamberg, Freiherrn von Ortenegg und Ottenstein auf Stöckern und Amerang erhoben wurde. Sein ältester Sohn Gustav Joachim Fürst von Lamberg trat das Erbe 1834 an. Im Jahre 1840 bestand Neudorf/Nowawes aus 41 Häusern mit 312 tschechischsprachigen Einwohnern; eines der Häuser gehörte zum Gut Niemtschitz. Im Ort gab es ein Wirtshaus. Pfarrort war Dobrsch. Bis zur Mitte des 19. Jahrhunderts blieb das Dorf immer der Fideikommissherrschaft Schichowitz samt den Gütern Raby, Budietitz, Žihobetz und Stradal untertänig.
Nach der Aufhebung der Patrimonialherrschaften bildete Nová Ves/Neudorf ab 1850 mit dem Ortsteil Wýska/Wyska eine Gemeinde in der Bezirkshauptmannschaft Strakonice und dem Gerichtsbezirk Volyně. Víska löste sich in den 1920er Jahren von Nová Ves los und bildete eine eigene Gemeinde. Die Vertreibung der Deutschen nach dem Zweiten Weltkrieg betraf auch dieses Dorf. Viele Deutsche durften maximal 1 Koffer mitnehmen und in Viehwagons untergebracht. Die meisten davon wurden in den Harz transportiert.
Zum 1. Februar 1949 wurde die Gemeinde Nová Ves im Zuge der Verstärkung der Bezirke im Grenzgebiet dem Okres Vimperk zugeordnet. Nach der Aufhebung des Okres Vimperk wurde die Gemeinde am 1. Juli 1960 wieder Teil des Okres Strakonice. Am 1. Jänner 1974 erfolgte die Eingemeindung nach Hoslovice. Nach einem Referendum lösten sich Lhota pod Kůstrým, Nová Ves und Víska zu Beginn des Jahres 1992 wieder von Hoslovice los und bildeten die Gemeinde Nová Ves.

## Kultur und Sehenswürdigkeiten
- Kapelle in Nová Ves
- Kapelle in Víska